# أمازون فاير تي في
أمازون فاير تي في (بالإنجليزية:Amazon Fire TV)، هي جهاز وسائط صغير، يتصل بأي شاشة التلفزيون بمدخل إتش دي إم آي (HDMI)، ويوصل بشبكة الإنترنت لا سلكيًا، مثل مشغل الأفلام أو المسلسلات التلفزيونية عن طريق العرض المتدفق «ستريمنغ» (Streaming)، أو الإستطاعة بمشاهدة العرض المباشر بالإنترنت أو اللعب بها، فهي تنافس أبل تي في، وأنتجها شركة أمازون الأمريكية.